# NGC 7596
NGC 7596 é uma galáxia lenticular (S0) localizada na direcção da constelação de Aquarius. Possui uma declinação de -06° 54' 42" e uma ascensão recta de 23 horas, 17 minutos e 12,0 segundos.
A galáxia NGC 7596 foi descoberta em 1886 por Frank Leavenworth.